# Соглашение о добровольном партнёрстве
Добровольное партнёрское соглашение (ДПС) представляет собой двустороннее соглашение о торговле древесиной между Европейским союзом и страной-экспортером древесины за пределами Европейского союза. Это соглашение является ключевым элементом Плана действий Европейского союза по обеспечению соблюдения лесного законодательства, управлению и торговле, направленного на борьбу с незаконными вырубками леса.
В соответствии с ДПС страна-партнер соглашается экспортировать в ЕС только легальные лесоматериалы. В свою очередь, ЕС соглашается предоставить проверенным легальным (имеющим лицензию плана действий) лесоматериалам из страны, а также свободный доступ на рынок Европейского союза. ЕС также обязуется отказывать во въезде любым партиям древесины из страны-партнера ДПС, у которых нет вышеупомянутой лицензий и которые, следовательно, незаконны.
Цель состоит в том, чтобы использовать торговлю в качестве стимула, поскольку древесина, лицензированная Планом действий Европейского союза по обеспечению соблюдения лесного законодательства, управлению и торговле, автоматически соответствует требованиям Регламента ЕС по лесоматериалам, который требует от операторов ЕС проявлять должную осмотрительность для предотвращения попадания нелегальной древесины на рынок. Древесина, лицензированная Планом действий, не будет подвергаться этим проверкам, так как у нее будет зеленый свет для въезда в ЕС.
Ядром каждого Соглашения о добровольном партнерстве является описание системы обеспечения легальности древесины, которую страна-партнер внедрит для проверки законности лесоматериалов и выдачи проверенных легальных продуктов с лицензиями Плана действий. Каждая система обеспечения легальности древесины должна состоять из следующих пяти компонентов:
- определение законности
- контроль цепочки поставок
- проверка соответствия
- лицензирование Плана действий и независимый аудит всей системы.

ДПС также обязуется укреплять управление лесным хозяйством в странах-экспортерах древесины за счет повышения транспорантности, подотчетности и активного участия заинтересованных сторон. Такие выгоды могут быть результатом обязательств, которые страна-партнер берет на себя в ходе заключения договора с Добровольным партнерским соглашениепм, или в результате самого процесса переговоров и реализации условий Добровольного партнерского соглашения.

### Обзор Соглашенния о добровольном партнерстве
Вместе 15 стран, реализующие ДПС, поставляют 80 % тропической древесины ЕС.
Страны, участвующие в ДПС: 9 стран ведут переговоры по ДПС с Европейским союзом: Кот-д’Ивуар, Демократическая Республика Конго, Габон, Гайана, Гондурас, Лаос, Малайзия, Таиланд, Вьетнам.
Страны, реализующие ДПС: 6 стран, завершивших переговоры по ДПС, и вместе с ЕС реализуют свои соглашения: Камерун, Центральноафриканская Республика, Гана, Либерия, Индонезия, Республика Конго. Хотя ни одна страна еще не получила лицензирование Плана действий Европейского союза по обеспечению соблюдения лесного законодательства, управлению и торговле. Лишь две страны — Гана и Индонезия — близки к достижению этой цели.
Другие страны, вносящие вклад в ДПС: Сьерра-Леоне, Мьянма и Камбоджа, Боливия, Колумбия, Эквадор, Гватемала, Никарагуа и Перу, Папуа-Новая Гвинея и Соломоновы острова. Все эти страны участвовали в неофициальных обсуждениях ДПС с Епопейским союзом.

### Процесс реализации Добровольного партнерского соглашения
Процессы реализации ДПС можно разделить на три широких этапа, границы которых могутпоказаться размытыми:
- предварительные переговоры
- переговоры
- реализация.

Европейский союз выступает за участие заинтересованных сторон во всех процессах ДПС, чтобы способствовать национальной ответственности за ДПС и ее обязательства. Переговоры по Соглашению о добрлвольном сотрудничестве происходят не только между ЕС и страной-партнером. Переговоры внутри групп заинтересованных сторон и между ними определяют содержание, объем и цели каждой Добрговольного партнерского соглашения.
В 2014 году одна из программ Продовольственной и сельскохозяйственной организации Объединенных Наций опубликовала «Процесс заключения соглашения о добровольном партнерстве (ДПС) в Центральной и Западной Африке: от теории к практике», в котором задокументировано обсуждается практика для заинтересованных сторон или стран-партнеров.